# 観音町駅
観音町駅（かんのんまちえき）は、福井県吉田郡永平寺町松岡芝原3丁目にある、えちぜん鉄道勝山永平寺線の駅である。駅番号はE9。

## 歴史
- 1914年（大正3年）3月11日：京都電燈越前電気鉄道の駅として開業[1][2]。
- 1942年（昭和17年）3月2日：京福電気鉄道（京福）設立に伴い、同社の越前本線の駅となる[4]。
- 1952年（昭和27年）9月1日：貨物営業・取扱を廃止[4]。
- 1961年（昭和36年）6月1日：駅業務を委託化[5]。
- 2001年（平成13年）6月24日：事故（京福電気鉄道越前本線列車衝突事故）による全線運行休止により休業[4][6]。
- 2003年（平成15年）
  - 2月1日：京福がえちぜん鉄道に駅施設を譲渡[6]。
  - 7月20日：福井駅 - 永平寺口駅間の運行再開に伴い[6]、駅業務を再開。

## 駅構造
線路南側に単式ホーム1面1線を有する地上駅。平日の朝夕の特定時間（6:30 - 10:15および15:55 - 19:45、いずれも2021年時点）に限り、駅員が配置されている。

## 利用状況
1日の平均乗降人員は以下の通りである。
| 乗降人員推移 | 乗降人員推移 |
| 年度         | 1日平均人数  |
| ------------ | ------------ |
| 2011年       | 535          |
| 2012年       | 557          |
| 2013年       | 554          |
| 2014年       | 585          |
| 2015年       |              |
| 2016年       | 657          |
| 2017年       | 605          |
| 2018年       | 616          |

## 駅周辺
- 攝取寺[10] - 当駅の由来となっている「観音堂」がある[8]。摂取寺とも表記する場合がある。
- 国道416号
- 北陸電力送配電松岡変電所・北陸電力福井体育館フレア
- 福井県内水面総合センター
- 北陸自動車道 福井北JCT・IC
- 中部縦貫自動車道 松岡IC

## 隣の駅
えちぜん鉄道
■勝山永平寺線
□快速（上りのみ）・■普通
越前島橋駅 (E8) - 観音町駅 (E9) - 松岡駅 (E10)